# Іверське (Краматорський район)
І́верське — село Новодонецької селищної громади Краматорського району Донецької області, України.
У селі мешкає 1419 осіб.

## Історія
За даними на 1859 рік у власницькому селі Іверське  (Петрищеве) Бахмутського повіту Катеринославської губернії мешкало 463 особи (224 чоловічої статі та 241 — жіночої), налічувалось 45 дворових господарств.
Станом на 1886 рік у колишньому власницькому селі Іверське  (Самойлівка, Петрищеве, Новоселівка) Степанівської волості мешкало 586 осіб, налічувалось 101 дворове господарство.
За переписом 1897 року кількість мешканців зросла до 963 осіб (485 чоловічої статі та 478 — жіночої), з яких 962 — православної віри.
У 1908 році в селі Іверське  (Самойлівка, Любомирівка) мешкало 1299 осіб (648 чоловічої статі та 651 — жіночої), налічувалось 170 дворових господарства.

## Населення

### Мова
Розподіл населення за рідною мовою за даними перепису 2001 року:
| Мова       | Кількість | Відсоток |
| ---------- | --------- | -------- |
| українська | 1134      | 79.92%   |
| російська  | 285       | 20.08%   |
| Усього     | 1419      | 100%     |